# Myiarchus magnirostris
El copetón de Galápagos (Myiarchus magnirostris), también denominado papamoscas de Galápagos, atrapamoscas de los Galápagos o copetón piquigrande, es una especie de ave paseriforme de la familia Tyrannidae perteneciente al numeroso género Myiarchus. Es endémica de las Islas Galápagos, Ecuador.

## Distribución y hábitat
Se encuentra únicamente en el archipiélago de Galápagos, Ecuador, donde ocurre en catorce de las islas principales y en muchas islas pequeñas e islotes, excepto en las islas norteñas de Wolf, Darwin, y Genovesa.
Esta especie es encontrada en todos los hábitats de las islas, excepto donde no hay vegetación. Es menos común en áreas más áridas (con pocas plantas con más de un metro de estatura) y tiende a ser más común en altitudes menores con árboles arbustivos, principalmente palo santo (Bursera graveolens), Parkinsonia spp., Prosopis spp., y cactus altos (Opuntia spp. y Jasminocereus thouarsi), generalmente mezclados con matorrales tales como Croton scouleri y Tournefortia spp. Desde el nivel del mar hasta los 1000 m de altitud.

## Descripción
El copetón de Galápagos mide en promedio 14 cm de longitud, y es el miembro más pequeño de su género. Las partes superiores son pardo-grisáceas a pardo-oliváceas; la garganta y el peso son grises; el vientre es amarillo azufre. Las plumas primarias y secundarias son pardo-oliváceas a pardas, con bordes pálidos; la rabadilla es parda. Las rectrices son pardo grisáceas con bordes rojizos. Con las alas cerradas aparece una doble barra alar. Exhibe una cresta ligeramente enmarañada. El iris es pardo oscuro.

## Sistemática

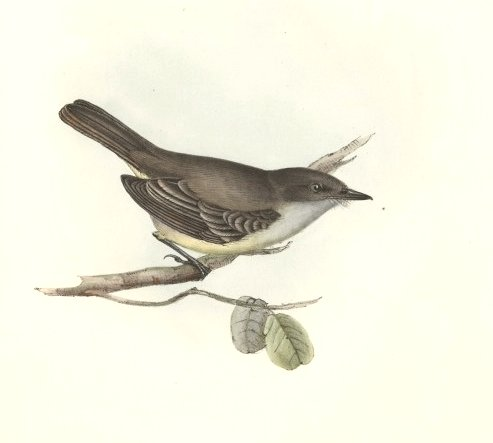
Tyrannula magnirostris, ilustración de Gould en The zoology of the voyage of H.M.S. Beagle, 1838.

### Descripción original
La especie M. magnirostris fue descrita por primera vez por el ornitólogo británico John Gould en 1838 bajo el nombre científico Tyrannula magnirostris, éste es el nombre dado en la ilustración de la especie, que tiene prioridad sobre el texto descriptivo, donde se presenta una nueva combinación Myiobius magnirostris; la localidad tipo no fue dada, pero el mismo Gould cita posteriormente «isla Chatham (actual San Cristóbal), archipiélago de Galápagos».

### Etimología
El nombre genérico masculino «Myiarchus» se compone de las palabras del griego «μυια muia, μυιας muias» que significa ‘mosca’, y «αρχος arkhos» que significa ‘jefe’; y el nombre de la especie «magnirostris», se compone de las palabras del latín «magnus» que significa ‘grande’, y «rostris» que significa ‘de pico’.

### Taxonomía
La especie fue puesta anteriromente en un género propio Eribates, sobre la base de unos supuestos "tarsos muy largos". Las similitudes de vocalización y morfología sugieren que la presente especie es más próxima de Myiarchus tyrannulus, Myiarchus nugator y Myiarchus crinitus. Es monotípica.